# Matute (despoblado)
Matute es un despoblado español situado en el término municipal de Vegas de Matute, en la provincia de Segovia, comunidad autónoma de Castilla y León. 
Solo se mantiene su iglesia de culto a la Virgen de Matute.

## Toponimia
La opinión generalizada es que deriva del término árabe Maqtût "monte o lugar recortado" utilizado como nombre personal; vivió un tal Matut cerca de Valbanera documentado en 1238, pero el parecido fonético con el vasco matots "mora, fruto de zarzamora" es demasiado evidente como para despreciarlo.
El antropónimo Maqtût era muy poco común pero existen varios Matutes en la península y bastante al norte, así que seguramente estamos antes el filántropo en un lugar que contaba con plantas del género Rubus; por otra parte como siempre ocurre en la provincia, no puedo descartar la repoblación desde Matute, La Rioja.
Según el cronista Ildefonso Rodríguez, la ermita de Matute se edificó en recuerdo de una victoria contra los moros capitaneados por su caudillo Mazut y que pudiera haber dado nombre al templo.

## Ubicación

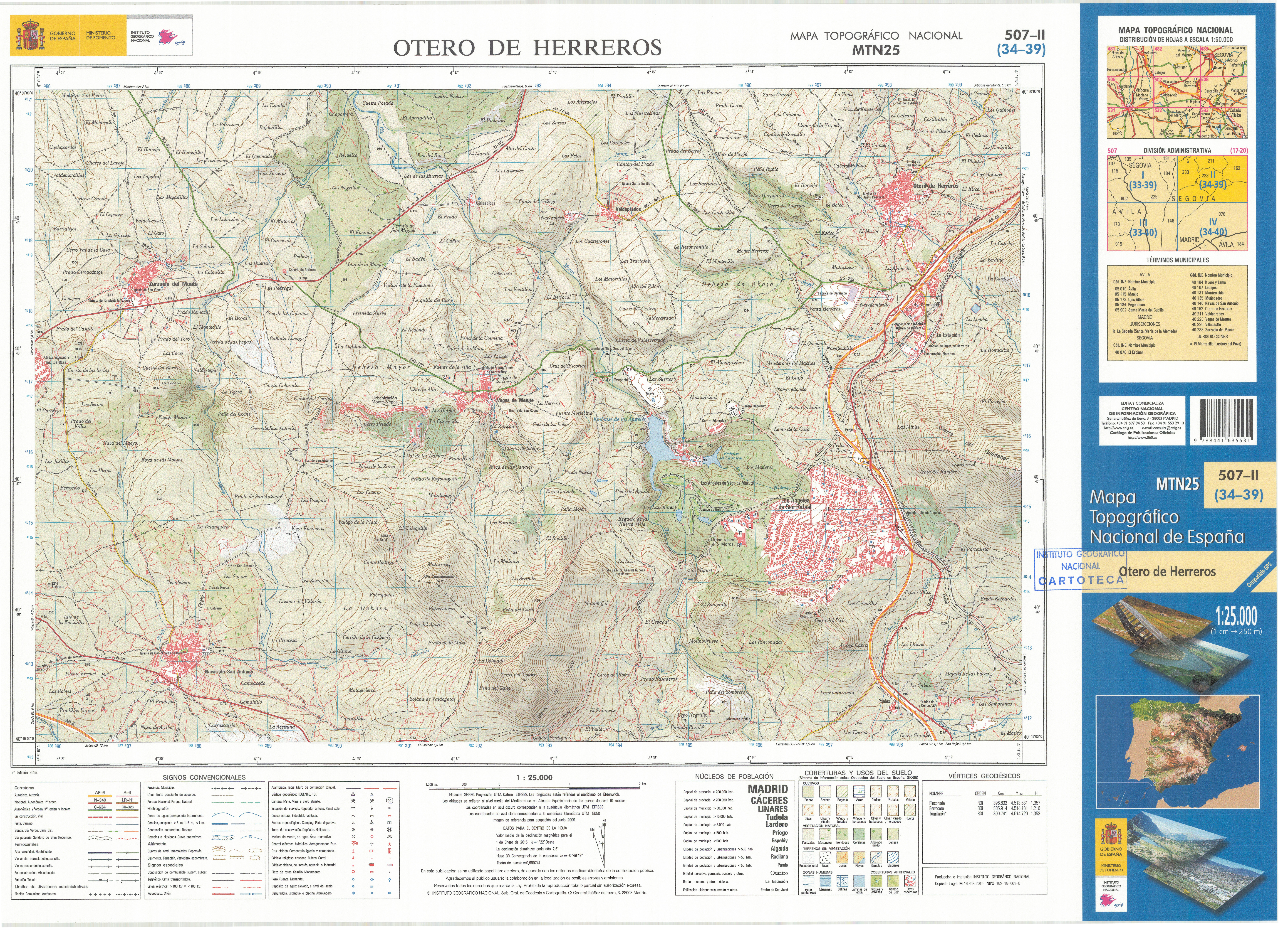
Fragmento de la hoja 507 del Mapa Topográfico Nacional de España de 2015 en el que se representa el lugar donde se unicó Matute

Se situaba alrededor de un kilómetro y medio al este del núcleo de Vegas de Matute, en el entorno del el Río Moros al lado de la carretera  SG-722 , que conecta a Vegas de Matute con la  N-110 .
Matute perteneció al Sexmo de San Martín en la Comunidad de Villa y Tierra de Segovia.

## Historia
Los indicios del origen del pueblo de Vegas de Matute se remontan a un lugar llamado Matute, incluido en el Sexmo de San Martín, despoblado desde el siglo VIII. Situado en el lugar donde hoy se alza la ermita de Nuestra Señora de Matute, según el ayuntamiento de Vegas de Matute y originariamente debió ser Las Vegas un barrio de Matute, pero con el paso de los años se ha convertido las Vegas en la zona más poblada, cambiando a llamarse de Vegas del Monte al actual Vegas de Matute.
Se despobló en el siglo VIII y en el Catastro del Marqués de la Ensenada se hace ya referencia a Las Vegas ya como "Villa de Vegas de Matute" y a Matute como lugar despoblado.
De la antigua aldea de Matute solo queda su ermita a orillas del río Moros (trasladada de lugar), desde la que el primer fin de semana de septiembre es trasladada la patrona de la villa, la Virgen de Matute, hasta la iglesia de Santo Tomás, dando comienzo a la fiesta grande del municipio.
En la actualidad Vegas de Matute tiene un barrio llamado Matute ubicado a orillas del río Moros, en el mismo paraje donde estuvo esta aldea.

## Cultura

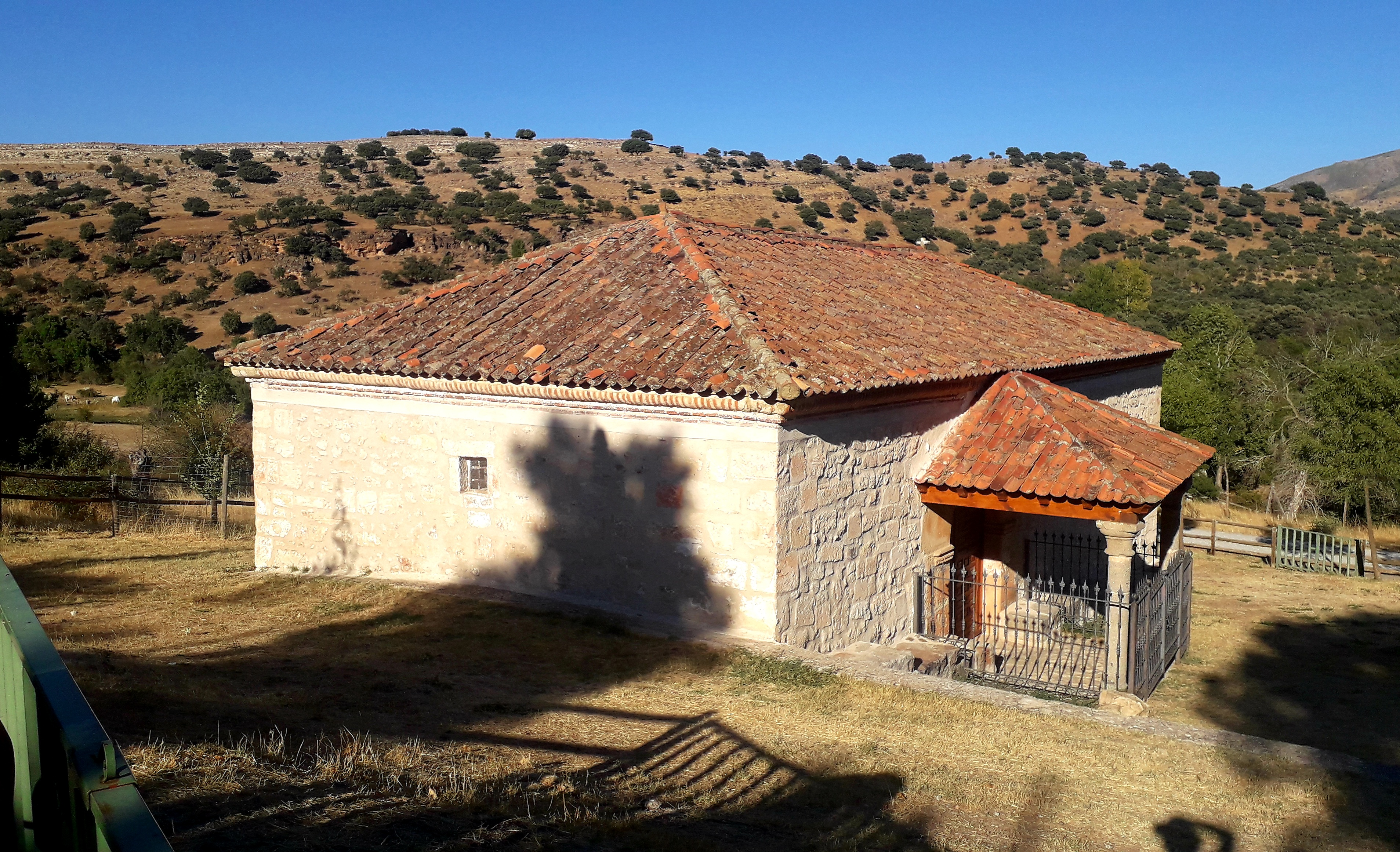
Ermita de la Virgen de Matute

### Patrimonio
- Ermita de la Virgen de Matute.

### Fiestas
- Virgen de Matute, primer fin de semana de septiembre.

### Leyendas
- Aparición de la Virgen de Matute: la Virgen de Matute es la patrona actual de Vegas de Matute y lo fue en su día de este despoblado. La leyenda cuenta que en una noche de invierno muy fría una niña muy pequeña se perdió al anochecer por el campo en esta zona, aún habitada por lobos, en medio de una tormeta de nieve que duró tres días. Cuando todos la dieron ya por muerta regresó al pueblo al final de la ventisca y todos impactados la preguntaron como había sobrevivido y dijo que gracias una señora desconocida muy buena la había protegido, calentado, amamantado y cuidado tiernamente durante los tres días en algún lugar del campo. Los aldeanos que por las descripciones dadas fueron incapaces de identificarla rápidamente la asociaron La Virgen y edificaron una ermita en su honor y agradecimiento en Matute. La ermita aún esta en pie y se trasladó recientemente a la orilla del río Moros.[3]